# BTA Bank
BTA Bank (in kazako БТА; БТА Банкі; BTA Bankı?) è una banca del Kazakistan con sede ad Almaty. Nel 2013 era il terzo prestatore più grande del paese per patrimonio dopo una serie di ristrutturazioni e iniezioni di denaro fresco da parte del fondo sovrano Samruk-Kazyna per evitarne il fallimento in quanto nel 2009 BTA Bank era stata oggetto di una delle più grandi frodi finanziarie al mondo per un totale di 5 miliardi di dollari. Nel 2014 la banca si è fusa con Kazkommertsbank creando la più grande banca dell'Asia centrale.

## Storia

### Prima fase
Il 15 ottobre 1925 il Presidium del Consiglio centrale dell'economia nazionale del Kazakistan decise di aprire il dipartimento della Promyshlennyi Bank (Industrial) Bank (Prombank).
Durante il periodo sovietico la banca subì diverse riorganizzazioni. Nel 1991 è stata rifondata come Turanbank, la banca repubblicana kazaka dello Stato, banca commerciale, industriale e delle costruzioni. Nel 1992 la banca è stata ribattezzata Alem Bank Kazakhstan, la banca delle attività economiche estere della Repubblica del Kazakistan.

### Privatizzata nel 1997

Vecchio logo della Banca TuranAlem

Il 15 gennaio 1997 la Banca TuranAlem è stata privatizzata e costituita una società per azioni in conformità al decreto del governo della Repubblica del Kazakistan "sulla riorganizzazione della banca kazaka per azioni Turanbank e della banca per azioni AlemBank Kazakhstan". Il 1º ottobre 1998 la Banca TuranAlem CJSC è stata rinominata Bank TuranAlem OJSC e poi Bank TuranAlem JSC.
Nella primavera del 2008 la banca è stata sottoposta a un rebranding, che ha comportato il cambiamento del nome, del logo e dell'identità aziendale della banca. Successivamente il nome BTA Bank JSC non fu più percepito come un acronimo.

### Frode e appropriazione indebita (2009-2012)
Nel 2009 emerse che la banca era stata derubata per un massimo di 6 miliardi di dollari in contanti in uno dei più grandi casi di frode finanziaria al mondo.  L'ex presidente della banca, Mukhtar Ablyazov, venne accusato di essere l'autore della frode. Ablyazov dichiarò che sotto la sua guida la BTA aveva nascosto i beni per proteggerli dal sequestro da parte del governo. Nel tentativo di recuperare una parte dei fondi, furono utilizzati investigatori privati, che nell'ottobre 2010 trovarono documenti e unità disco relativi alla banca in una struttura di self-storage nel nord di Londra attraverso la quale BTA aveva effettuato transazioni. Ma i documenti non furono poi assegnati alle autorità giudiziarie.
Nel 2010 BTA Bank si trovò vicina alla bancarotta con debiti per 11,6 miliardi di dollari.

### L'intervento del Fondo Samruk-Kazyna
Già nel febbraio 2009 il Fondo Samruk-Kazyna era intervenuto rilevando il 75,1% delle azioni della BTA Bank come parte delle misure di emergenza del governo della Repubblica del Kazakistan. Di conseguenza la banca aveva acquisito un capitale aggiuntivo di 251,3 miliardi di KZT.
Nel periodo 2009-2010 BTA Bank completò la ristrutturazione del suo debito finanziario. Di conseguenza, l'indebitamento della banca diminuì da 16,65 miliardi di dollari a 74,2 miliardi di dollari, la quota del capitale del Fondo Samruk-Kazyna aumentò fino all'81,48%, sia i creditori nazionali che quelli esteri diventarono azionisti della banca con una quota del 18,5% del capitale.
A causa dell'aggravamento della situazione finanziaria della banca nel corso del 2011, della relativa carenza di liquidità e dei risultati finanziari negativi, nel 2012 BTA Bank avviò la seconda ristrutturazione che portò alla cancellazione di alcuni indebitamenti finanziari della banca. In compenso, i creditori ricevettero 1.618 dollari in contanti e 750 milioni di dollari. 
Inoltre BTA Bank stipulò un Revocable Committed Trade Finance Facility (RCTFF) rivisto con passività pari a circa 348 milioni di dollari. Il Fondo Samruk-Kazyna estese sino a 1,592 miliardi di dollari il prestito a BTA Bank JSC subordinato al RCTFF.
Durante la ristrutturazione BTA Bank fu ricapitalizzata per circa 10 miliardi di dollari. La quota di Samruk-Kazyna nel capitale della banca aumentò fino al 97,3%. La quota dei creditori scese al 2,5%, la quota degli azionisti di minoranza che detenevano azioni prima della ristrutturazione del 2009-2010 ammontava complessivamente allo 0,2% delle azioni della banca.

### Eventi successivi al 2013
Dopo aver completato il processo di ristrutturazione piuttosto difficile e su vasta scala, BTA Bank si concentrò sul ripristino delle sue precedenti posizioni di mercato. Nel giugno 2013 il consiglio di amministrazione revocò i poteri di Yerik Balapanov che occupava il ruolo di presidente della banca dall'aprile 2012 di propria iniziativa. Quell'incarico venne attribuito il 5 agosto 2013 a Kadyrzhan Damitov.
Nel febbraio 2014 l'annuncio: BTA Bank e Kazkommertsbank si fonderanno entro la fine dell'anno per dare vita alla più grande banca dell'Asia centrale. Kazkommertsbank rilevò il 46,5% delle azioni BTA dalla holding statale kazaka Samruk-Kazyna, un altro 46,5% fu acquisito da Keñes Raqyşev, uno dei maggiori investitori privati del Kazakistan. Il costo per Kazkommerzbank e Rakischew fu di circa 465 milioni di dollari Usa. Keñes Raqyşev fu eletto presidente del consiglio di amministrazione e in seguito diventò anche il maggiore azionista con il 93,28% delle azioni collocate, ovvero il 97,79% delle azioni ordinarie con diritto di voto. Si dimise il 31 luglio 2017.
L'acquisizione di BTA Bank e il suo onere debitorio ebbero un impatto negativo sulla liquidità e sul bilancio di Kazkommertsbank; nel marzo 2017, il Fondo statale per i prestiti problematici, una bad bank, ha acquistato dalla Kazkommertsbank prestiti problematici per un valore di 2,4 trilioni di tenge. Questo era un prerequisito per una possibile acquisizione da parte della Halyk Bank, che aveva annunciato il mese prima di essere disponibile alla sua acquisizione. Nel mese di giugno la Halyk Bank acquisì il 96,8% di tutte le azioni della Kazkommertsbank per la cifra simbolica di due tenge. A dicembre il Consiglio di amministrazione di Halyk Bank decise di integrare Kazkommertsbank, che è stata completata nel luglio 2018. Il 22 aprile 2019 la Kazkommertsbank è stata cancellata dal registro delle imprese kazako. 

## Decisione Corte USA nel 2022
Il 15 dicembre 2022 il tribunale degli Stati Uniti per il distretto meridionale di New York si è pronunciato a favore della BTA Bank nella causa contro Mukhtar Ablyazov e la sua società di comodo Triadou SPV SA. Ablyazon è stato ritenuto colpevole di riciclaggio di denaro. Il tribunale ha assegnato alla BTA Bank un risarcimento di oltre 100 milioni di dollari con interessi risalenti alla metà del 2013, per un totale di 218 milioni di dollari.
Il processo è iniziato il 29 novembre 2022 ed è stata la prima volta che la BTA Bank ha presentato prove del massiccio piano di frode e riciclaggio di denaro orchestrato da Mukhtar Ablyazov. Durante le tre settimane del processo, la giuria ha ascoltato le testimonianze di ex dipendenti di banca, investitori americani che si occupavano dei fondi rubati e di individui coinvolti nello schema di riciclaggio di denaro. Nell'emettere il verdetto, la giuria ha concluso che Tridaou aveva consapevolmente riciclato il denaro rubato da Ablyazov alla BTA. Triadou, una società di comodo creata e controllata dal genero di Ablyazov, Ilyas Khrapunov, ha ricevuto più di 70 milioni di dollari in denaro rubato alla BTA, investiti poi in beni immobili a New York City e altrove negli Stati Uniti.
Il procedimento di New York per conto della città di Almaty e della BTA Bank è stato avviato più di sette anni fa. Durante il procedimento, BTA e Almaty hanno dimostrato che Ablyazov, Ilyas Khrapunov e l'ex sindaco di Almaty, Viktor Khrapunov, hanno disobbedito agli ordini del tribunale, distruggendo le prove e rifiutandosi di fornire le informazioni richieste. Di conseguenza, vari giudici del tribunale distrettuale degli Stati Uniti hanno emesso ordinanze con sanzioni nei confronti di Ablyazov e Khrapunov.